# Congrès national du peuple (Guyana)
Pour les articles homonymes, voir Congrès national du peuple.
Le People's National Congress ((en) : Congrès national du peuple, PNC) est un parti politique du Guyana fondé en 1957. Il est l'un des deux plus importants partis du pays.

## Historique
Le Congrès national du peuple est formé par la faction dirigée par Forbes Burnham qui avait quitté le Parti populaire progressiste après avoir été défait lors des élections de 1957 quelques mois plus tôt. En 1959, le Parti démocratique uni de John Carter fusionne avec lui. Lors des élections de 1961, le PNC gagne onze sièges, mais lors de celle de 1964, il double son score avec vingt-deux sièges et est en mesure de former un gouvernement en s'alliant avec La Force unie de Peter D'Aguiar. Forbes Burnham devient alors Premier ministre du Guyana.
Le PNC s'appuie, pendant la guerre froide, sur le soutien des États-Unis.
Le PNC remporte les élections de 1968, 1973 et 1980, mais ces victoires sont entachés de suspicions de fraudes. Après la mort de Forbes Burnham en 1985, Desmond Hoyte devient le nouveau leader du parti et le Président de la République. Le PNC remporte une nouvelle élection en 1985, mais face aux accusations grandissantes de fraudes, le gouvernement PNC laisse des observateurs internationaux surveiller les élections de 1992 qui sont remportées par le Parti populaire progressiste.
Renvoyé dans l'opposition, le PNC perd les élections de 1997 et 2001. En 2002, c'est Robert Corbin qui remplace Desmond Hoyte à la tête du parti, mais ce changement de leadership n'empêche une nouvelle défaite en 2006. Dans la perspectives des élections de 2011, le PNC s'allie alors avec plusieurs petits partis pour former un Partenariat pour l'unité nationale qui lui permet d'augmenter son nombre de sièges, mais la concurrence du parti Alliance pour le changement l'empêche de passer devant le PPP. La direction de Corbin est alors attaquée et en 2012, David Granger est élu comme nouveau chef du parti et candidat pour l'élection de 2015.  Les deux partis d'opposition décident alors de s'allier pour les élections générales de 2015 et remportent alors les élections. David Granger devient alors Président du Guyana.